# Sant'Elena dei Credenzieri
Sant'Elena dei Credenzieri ou Igreja de Santa Helena dos Credenzieri é uma igreja de Roma, Itália, localizada no rione Sant'Eustachio, demolida em 1888. Ficava de frente para a antiga piazza Sant'Elena, que já não existe mais, entre o moderno largo Arenula e o largo di Torre Argentina. Era vizinha de outra igreja demolida, Sant'Anna dei Falegnami. Foi demolida para permitir a abertura da via Arenula. Era dedicada a Santa Helena.

## História
Esta igreja foi mencionada pela primeira vez numa bula do papa Urbano III de 1186 entre as igrejas afiliadas da basílica de San Lorenzo in Damaso com o nome de San Nicola de Mellinis. No Catálogo de Censio Camerario (1192), aparece no nº 227 com o nome de Sancto Nicolao Melinorum. Em ambos os casos, o nome é uma referência à família Mellini, que vivia naquela região de Sant'Eustachio. O cognome "de Mellinis" se corrompeu com o tempo para diversas formas: "in Mellitybus", "de Militibus" e "de Molinis". No século XVI, se sobressaiu o nome San Nicola dei Cavalieri, uma referência a uma outra praça próxima na qual estava a residência da família romana Dei Cavalieri.
Em 1577, a igreja foi concedida pelo papa Gregório XIII à "Confraria dos Credenzieri", o nome pelo qual eram conhecidos os serventes e as domésticas das residências dos cardeais e nobres da cidade, reconhecida pelo papa Paulo IV em 1557. Esta confraria, que foi sediada em San Salvatore in Lauro e, depois, em San Luigi dei Francesi, mandou reconstruir a igreja em 1594, encomendando a obra ao arquiteto Francesco Ferrari e dedicando-a à sua padroeira, Santa Helena. No início do século XIX, depois da dissolução da confraria pelos franceses ocupantes, o edifício passou para a "Arquiconfraria de Jesus Nazareno". A igreja então passou a ser conhecida como Sant'Elena alli Cesarini, nome de outra família que possuía um palácio nas imediações (veja, por exemplo, San Nicola dei Cesarini).
Desde 1594, a igreja foi sede de uma paróquia com o nome de San Nicola dei Molini. Quando o edifício foi reconstruído, a paróquia foi suprimida e seu território foi dividido entre as paróquias vizinhas, de San Nicola dei Cesarini e San Biagio dell'Anello.
A igreja tinha uma nave única com três altares. No altar-mor estava uma tela dedicada a Santa Helena, da escola de Pomarancio; no altar de Nossa Senhora da Assunção, uma obra de Orazio Borgianni; e no altar de Santa Catarina, uma tela dedicada à santa de Cavalier d'Arpino. 
Foi demolida em 1888 para permitir a abertura da via Arenula. A igreja vizinha de Sant'Anna dei Falegnami, que ficava do outro lado de uma pequena praça mais para o sul, teve o mesmo destino. A arquiconfraria mudou-se nesta época para a Gesù Nazareno all'Argentina, também nas imediações.